# Кліо (видавництво)
«Кліо» — українське видавництво, засноване у травні 2012 року. Спеціалізується на створенні книг з вітчизняної та зарубіжної гуманітаристики.

## Історія
Видавництво засноване в 2012 році і назване на честь «музи історії». Його засновниця і директорка — Віра Йосипівна Соловйова до того, як створити «Кліо», від 2001 року працювала директором Видавничого дому «Києво-Могилянська Академія».
Від часу створення видавництво розміщене у стінах Інституту історії України НАНУ.
Його напрям — видання фундаментальної наукової, науково-популярної, довідкової літератури українською мовою. За словами Віри Соловйової, «хрещеним батьком» видавництва був академік Іван Дзюба.
Завдяки перекладацькій роботі видавництво дає змогу українському читачеві знайомитись з творами, що стали вже інтелектуальною світовою класикою у світі, а також із її актуальними новинками.

## Автори
Серед авторів видавництва знані в Україні та світі науковці та громадські діячі, письменники — Ален Безансон, Данієль Бовуа, Станіслав Кульчицький, Джеймс Мейс, Юрій Мицик, Ігор Гирич, Сергій Плохій, Олександр Реєнт, Тетяна Таїрова-Яковлєва, Тарас Чухліб, Валерій Шевчук, Лариса Якубова, Іван Дзюба, Тарас Марусик, Лариса Масенко, Василь Овсієнко, Євген Сверстюк, Дмитро Степовик та інші.

## Нагороди
Книжки видавництва регулярно посідають високі місця в різних рейтингах та конкурсах.
- «Кліо» посіло четверту сходинку в номінації «Видавничий імідж року» XVІІ Всеукраїнського рейтингу «Книжка року 2015»[5].
- Директорка видавництва Віра Соловйова стала лауреатом Премії імені Дмитра Нитченка 2021 року за пропаганду українського слова[6].